# Вавилова, Наталья Ивановна
Вавилова Наталья Ивановна (род. 01.08.1946) — российский деятель культуры, директор Музея изобразительных искусств Республики Карелия в 1997—2022 годах, советник по культуре Главы Республики Карелия, член Общественной палаты России от Республики Карелия, член Комиссии Общественной палаты по сохранению культурного и духовного наследия.

## Биография
Наталья Вавилова Родилась 1 августа 1946 года в Петрозаводске в обычной семье военного. Ещё в юношестве она занималась общественными делами и культурной жизнью своего края. В 1970 году она окончила Ленинградский педагогический институт им. А. И. Герцена, в 1983 г. Ленинградскую высшую партийную школу, а в 1989 г. международные курсы Баренцрегиона «Культура и менеджмент». В 1974–1988 гг. была инструктором отдела культуры Карельского обкома КПСС. Вавилова работала заместителем министра культуры республики с 1988 по 1997 годы.
C 1997 — директор Музея изобразительных искусств в Карелии. Наталья Вавилова смогла провести капитальный ремонт музея и подарить ему новую жизнь. При ней музей стал очень востребованным, а количество экспонатов сильно возросло. Наталья Вавилова разрабатывала и участвовала в других культурных проектах. Участвовала в формировании Регионального отделения Общероссийского народного фронта.
В ноябре 2006 года избрана членом Президиума ИКОМ России. Член коллегии Министерства Культуры РК, член коллегии самоуправления г. Петрозаводска, председатель общественной организации «Родной город», член Координационного комитета по проведению конкурса на предоставление грантов Президента России, член совета Благотворительного фонда «Доброта Севера».
Учредитель фонда "КОРЕЛА" и АНО "ЦЕНТР "ЭКОЛОГИЯ КУЛЬТУРЫ".
В 2018 году вошла в состав совета Общественного телевидения России.
В 2022 году она покинула пост директора музея по собственному желанию. За свою многолетнюю работу имеет множество наград. Множество наград музей смог получить также благодаря ей.
Замужем за композитором Геннадием Вавиловым.

## Награды
- Медали «За трудовую доблесть» и «Ветеран труда».
- Имеет почетное звания заслуженного работника культуры Республики Карелия (1996) и заслуженного работника культуры Российской Федерации (2002).
- Имеет звание «Почетный гражданин г. Петрозаводска» (2021)[4].
- Орден Дружбы[4]
- Орден «Сампо» (2023, За особо выдающиеся достижения и заслуги перед Карелией и ее жителями в социально культурной, государственной, муниципальной и общественной деятельности, в области культуры и искусства, защиты прав и свобод граждан.)[10]
- Почетная грамота Президента Российской Федерации[4]